# Jean-François Aldric
Pour les articles homonymes, voir Aldric.

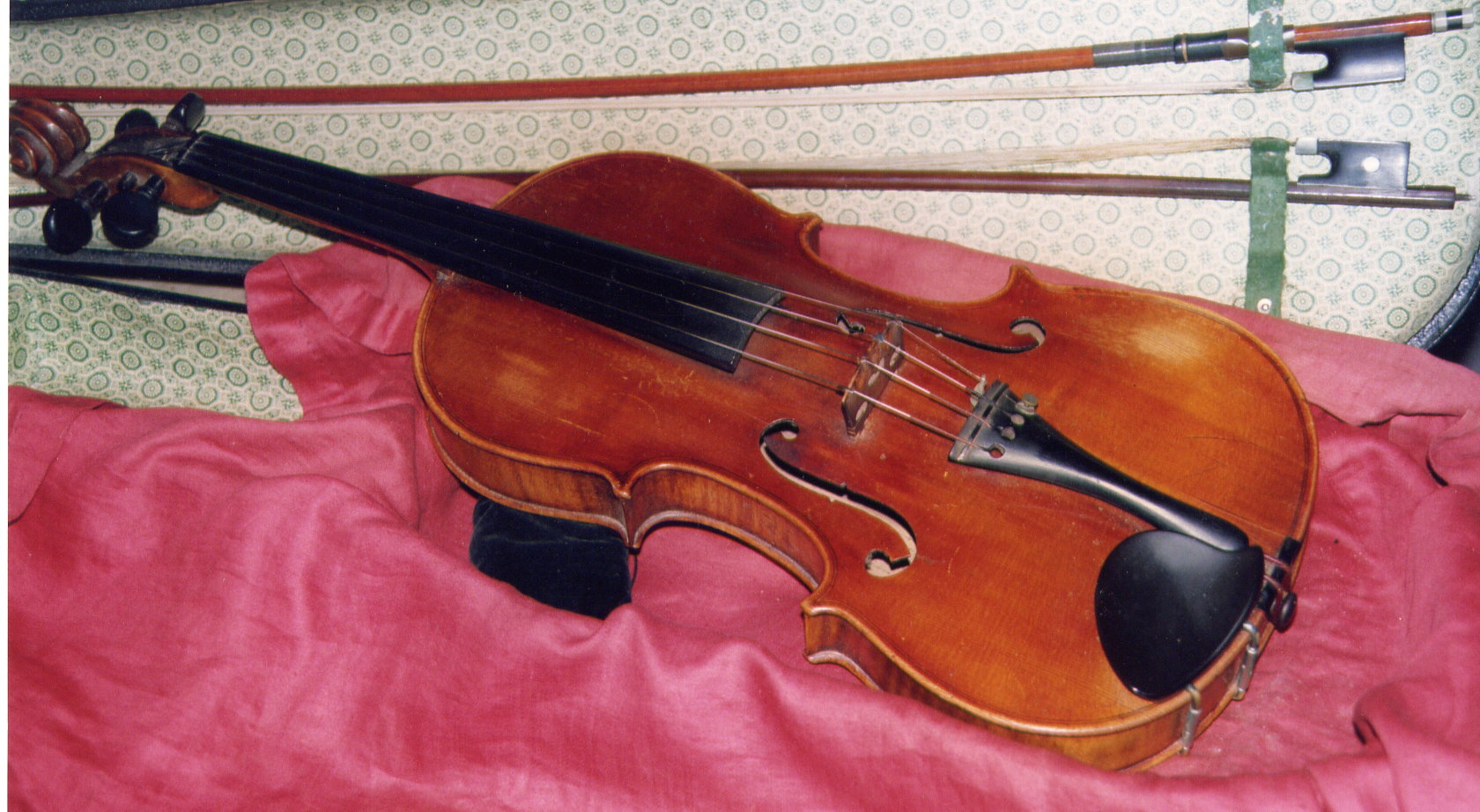
Violon par le luthier Jean-François Aldric, 1826.

Jean-François Aldric, né à Mirecourt le 28 avril 1765 et mort à Paris le 10 septembre 1840, est un luthier français.

## Biographie
Jean-François Aldric appartient à une famille de luthiers établis à Mirecourt dès le XVIIIe siècle. En effet, son grand-père, Jean Aldric, tout comme son père, François-Antoine (né en 1727), furent d'excellents luthiers de cette ville.
Jean-François Aldric est le dernier luthier de cette lignée, mais aussi le plus remarquable. Il produisit des instruments de grande qualité d'après le modèle de Stradivarius, dont la sonorité est des plus chatoyantes.
Il s'établit à Paris en 1788, ville où on le signale encore en 1840, année où son neveu, le luthier Aubry, reprend son établissement situé alors rue de Seine-Saint-Germain.

## Ateliers
Jean-François Aldric eut plusieurs ateliers à Paris :
- 16 rue des Arcis, cité en 1792 ;
- 30 rue de Bussy (faubourg Saint-Germain) ;
- 71 rue de Seine, dès 1820.